# Ben Pearson
Benjamin David Pearson, detto Ben (Oldham, 4 gennaio 1995) è un calciatore inglese, centrocampista dello Stoke City.

## Carriera

### Club
Cresciuto nel settore giovanile del Manchester United, l'8 gennaio 2015 viene ceduto in prestito al Barnsley, prima per un mese e poi fino al termine della stagione. Il 18 luglio fa ritorno al Barnsley, sempre a titolo temporaneo; l'11 gennaio 2016 viene acquistato a titolo definitivo dal Preston North End, con cui firma un contratto di due anni e mezzo. Il 21 ottobre 2017 rinnova con i Lilywhites fino al 2021.

### Nazionale
Ha giocato nelle nazionali giovanili inglesi Under-16, Under-17, Under-18, Under-19 ed Under-20.

## Statistiche

### Presenze e reti nei club
Statistiche aggiornate all'8 maggio 2023.
| Stagione                 | Squadra                  | Campionato               | Campionato | Campionato | Coppe nazionali | Coppe nazionali | Coppe nazionali | Coppe continentali | Coppe continentali | Coppe continentali | Altre coppe | Altre coppe | Altre coppe | Totale | Totale | Totale |
| Stagione                 | Squadra                  | Comp                     | Pres       | Reti       | Comp            | Pres            | Reti            | Comp               | Pres               | Reti               | Comp        | Pres        | Reti        | Pres   | Reti   |        |
| ------------------------ | ------------------------ | ------------------------ | ---------- | ---------- | --------------- | --------------- | --------------- | ------------------ | ------------------ | ------------------ | ----------- | ----------- | ----------- | ------ | ------ | ------ |
| gen.-mag. 2015           | Barnsley                 | FL1                      | 22         | 1          | FACup+CdL       | -               | -               | -                  | -                  | -                  | FLT         | -           | -           | 22     | 1      |        |
| 2015-gen. 2016           | Barnsley                 | FL1                      | 23         | 1          | FACup+CdL       | 1+2             | 0               | -                  | -                  | -                  | FLT         | 3           | 1           | 29     | 2      |        |
| Totale Barnsley          | Totale Barnsley          | Totale Barnsley          | 45         | 2          |                 | 3               | 0               |                    | -                  | -                  |             | 3           | 1           | 51     | 3      |        |
| gen.-giu. 2016           | Preston North End        | FLC                      | 15         | 0          | FACup+CdL       | -               | -               | -                  | -                  | -                  | -           | -           | -           | 53     | 10     |        |
| 2016-2017                | Preston North End        | FLC                      | 31         | 1          | FACup+CdL       | 1+2             | 0               | -                  | -                  | -                  | -           | -           | -           | 34     | 1      |        |
| 2017-2018                | Preston North End        | FLC                      | 35         | 0          | FACup+CdL       | 0+0             | 0               | -                  | -                  | -                  | -           | -           | -           | 35     | 0      |        |
| 2018-2019                | Preston North End        | FLC                      | 30         | 0          | FACup+CdL       | 0+2             | 0               | -                  | -                  | -                  | -           | -           | -           | 32     | 0      |        |
| 2019-2020                | Preston North End        | FLC                      | 38         | 1          | FACup+CdL       | 0               | 0               | -                  | -                  | -                  | -           | -           | -           | 38     | 1      |        |
| 2020-gen. 2021           | Preston North End        | FLC                      | 9          | 0          | FACup+CdL       | 0+2             | 0               | -                  | -                  | -                  | -           | -           | -           | 11     | 0      |        |
| Totale Preston North End | Totale Preston North End | Totale Preston North End | 158        | 2          |                 | 7               | 0               |                    | -                  | -                  |             | -           | -           | 165    | 2      |        |
| gen.-giu. 2021           | Bournemouth              | FLC                      | 16+2       | 0          | FACup           | 2               | 0               | -                  | -                  | -                  | -           | -           | -           | 20     | 0      |        |
| 2021-2022                | Bournemouth              | FLC                      | 23         | 0          | FACup+CdL       | 2+1             | 0               | -                  | -                  | -                  | -           | -           | -           | 26     | 0      |        |
| 2022-gen. 2023           | Bournemouth              | PL                       | 7          | 0          | FACup+CdL       | 0+2             | 0               | -                  | -                  | -                  | -           | -           | -           | 9      | 0      |        |
| Totale Bournemouth       | Totale Bournemouth       | Totale Bournemouth       | 48         | 0          |                 | 7               | 0               |                    | -                  | -                  |             | -           | -           | 55     | 0      |        |
| gen.-giu. 2023           | Stoke City               | FLC                      | 14         | 0          | FACup           | 0               | 0               | -                  | -                  | -                  | -           | -           | -           | 14     | 0      |        |
| Totale carriera          | Totale carriera          | Totale carriera          | 265        | 4          |                 | 17              | 0               |                    | -                  | -                  |             | 3           | 1           | 285    | 5      |        |